# Modelo de Diamond-Dybvig
El modelo Diamond-Dybvig es un modelo de Pánico bancario y crisis financieras. El modelo muestra cómo la mezcla de activos no líquidos (tales como préstamos comerciales o hipotecarios) y pasivos líquidos (depósitos que pueden retirarse en cualquier momento) de los bancos puede dar lugar a pánicos autocumplidos entre los depositantes.

## Teoría

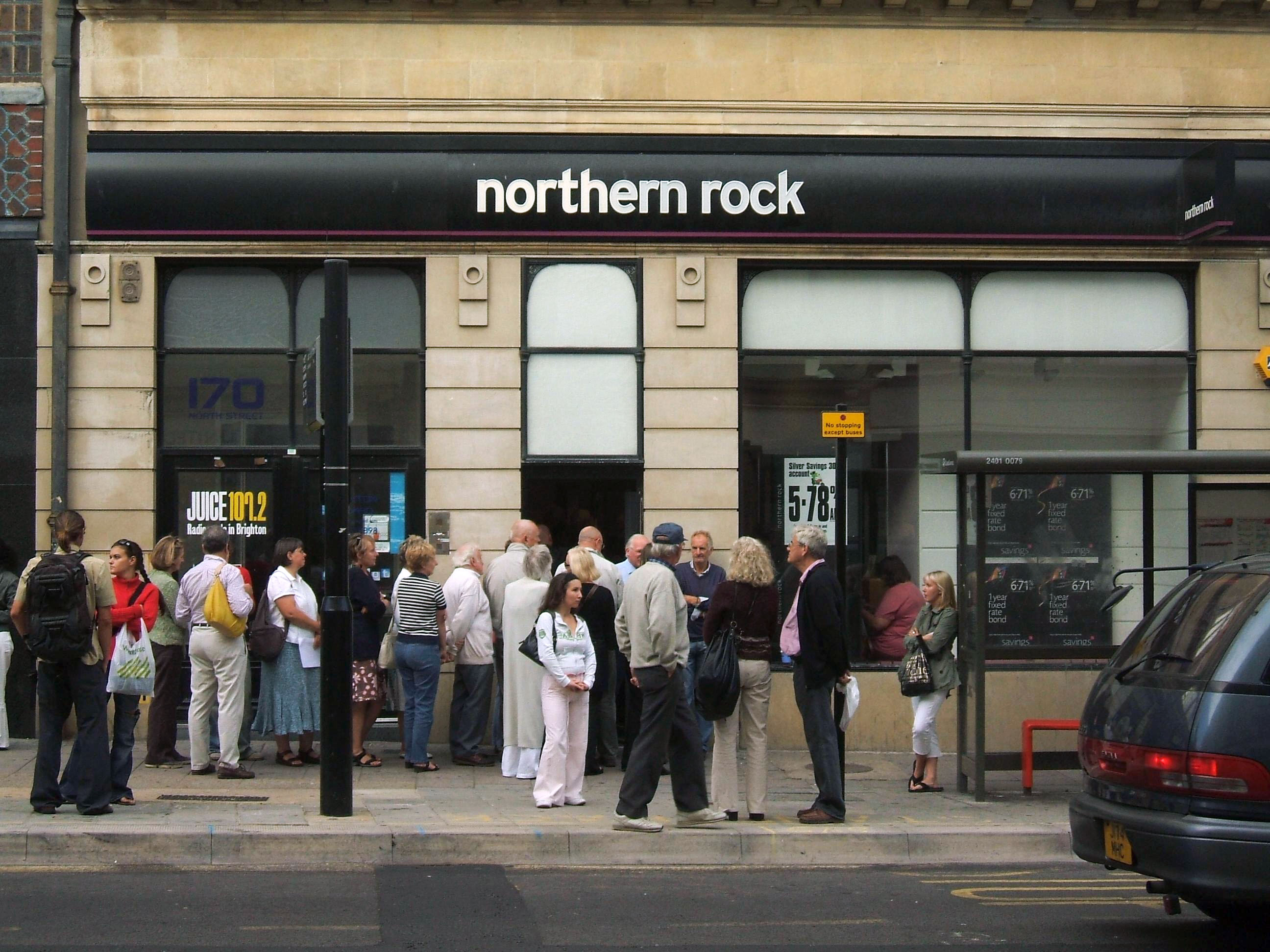
Pánico bancario en 2007 en Inglaterra

El modelo, publicado en 1983 por Douglas W. Diamond de la Universidad de Chicago y Philip H. Dybvig, de la Universidad de Yale y ahora de la Universidad de Washington en St. Louis, da una descripción matemática de la idea de que una institución con activos de vencimiento a largo plazo y pasivos de corto vencimiento puede ser inestable y enfrentar problemas de liquidez.

### Estructura del modelo
El artículo de Diamond y Dybvig señala que la inversión empresarial requiere de gastos en el presente para obtener retornos en el futuro (por ejemplo, el gasto en maquinaria y edificios ahora para la producción en los próximos años). Por lo tanto, cuando las empresas necesitan pedir prestado para financiar sus inversiones, ellos desean hacerlo en el entendimiento de que el prestamista no va a exigir la devolución del capital hasta en algún tiempo acordado en el futuro, en otras palabras, prefieren los préstamos con una larga madurez (de baja liquidez). El mismo principio se aplica a las personas que buscan financiación para comprar bienes de consumo duradero como la vivienda o los automóviles. Por otro lado, los ahorradores particulares (tanto los hogares como las empresas) pueden tener necesidades repentinas e impredecibles de dinero en efectivo, debido a gastos imprevistos. Así que la demanda de cuentas con activos líquidos que les permitan acceso inmediato a sus depósitos es decir, cuentas de depósitos con cortos vencimientos.
El documento se refiere a los bancos como intermediarios entre ahorradores que prefieren depositar en cuentas líquidas y prestatarios que prefieren tomar préstamos de vencimiento de largo plazo. En circunstancias normales, los bancos pueden proporcionar un valioso servicio para la canalización de fondos de muchos depósitos individuales a préstamos para los prestatarios. Depositantes individuales pueden no ser capaces de hacer estos préstamos por sí mismos, ya que saben que de repente pueden necesitar acceso inmediato a sus fondos, mientras que las inversiones de los distintos negocios sólo darán sus frutos en el futuro (por otra parte, mediante la agregación de los fondos de muchos depositantes diferentes, los bancos ayudan a los depositantes a ahorrar en los costos de transacción que tendrían que pagar a fin de prestar directamente a las empresas). Dado que los bancos proporcionan un servicio a ambos lados (que proporciona los préstamos sin vencimiento a largo plazo las empresas quieren y las cuentas de los depositantes quieren líquidos), que pueden cobrar una tasa de interés más alta sobre los préstamos de lo que pagan por los depósitos y por lo tanto se benefician de la diferencia.
El punto crucial de Diamond y de Dybvig sobre el funcionamiento de la banca es que en circunstancias normales, las necesidades imprevisibles de los ahorradores de dinero en efectivo no hacen probable que se produzca una corrida bancaria. Ya que las necesidades de los depositantes reflejan sus circunstancias individuales, mediante la aceptación de depósitos de muy diversas fuentes que el banco espera sólo una pequeña fracción de los retiros en el corto plazo, a pesar de que todos los depositantes tienen derecho a tomar sus depósitos de nuevo en cualquier momento. Así, un banco puede otorgar préstamos durante un largo horizonte, mientras se mantiene relativamente pequeñas cantidades de dinero en efectivo para pagar a los depositantes que desean hacer retiros. (Es decir, debido a las necesidades de gasto individuales son en gran parte no correlacionado , por la ley de los grandes números de los bancos esperan unos retiros en un día.)

### Equilibrios de Nash del modelo
Sin embargo, ya que los bancos no tienen manera de saber si sus depositantes realmente necesitan el dinero que retiran, un resultado distinto es también posible. Dado que los bancos se prestan a cabo en la madurez larga, no pueden llamar rápidamente en sus préstamos. E incluso si se trató de llamar a sus préstamos, los prestatarios no podrían pagar de forma rápida, ya que sus préstamos eran, por supuesto, que se utiliza para financiar inversiones a largo plazo. Por lo tanto, si todos los depositantes tratan de retirar sus fondos de manera simultánea, un banco se quedará sin dinero mucho antes de que sea capaz de pagar todos los depositantes. El banco va a ser capaz de pagar los primeros depositantes que exigen su dinero de vuelta, pero si todos los otros tratan de retirar también, el banco irá a la quiebra y los últimos depositantes se quedará sin nada.
Esto significa que incluso los bancos sanos son potencialmente vulnerables a pánicos, generalmente llamado corridas bancarias . Si un depositante espera que todos los demás depositantes de retirar sus fondos, entonces es irrelevante si los préstamos a largo plazo de los bancos es probable que sean rentables; la única respuesta racional para el depositante es apresurarse a tomar sus depósitos antes de que los otros depositantes retirar las suyas. En otras palabras, el banco vistas modelo Diamond-Dybvig funciona como una especie de profecía autocumplida : el incentivo de cada depositante de retirar los fondos depende de lo que esperan los demás depositantes hagan. Si suficientes depositantes esperan otros depositantes de retirar sus fondos, a continuación, todos ellos tienen un incentivo para apresurarse a ser el primero en la fila para retirar sus fondos.
En términos teóricos, el modelo de Diamond-Dybvig proporciona un ejemplo de un juego con más de un equilibrio de Nash . Si los depositantes esperan que la mayoría de los depositantes a retirar sólo cuando tienen necesidades de gasto reales, entonces es racional para todos los depositantes a retirar sólo cuando tienen necesidades de gastos reales. Pero si los depositantes esperan que la mayoría de los depositantes se apresuran rápidamente a cerrar sus cuentas, entonces es racional para todos los depositantes que apresuran rápidamente para cerrar sus cuentas. Por supuesto, la primera de equilibrio es mejor que la segunda (en el sentido de la eficiencia de Pareto ). Si los depositantes retirar sólo cuando tienen necesidades de gasto reales, lo único que se benefician de la celebración de sus ahorros en una cuenta que devenga intereses líquido. Si en lugar de todo el mundo se apresura a cerrar sus cuentas, entonces todos ellos pierden el interés que podría haber ganado, y algunos de ellos pierden todos sus ahorros. Sin embargo, no es obvio lo que cualquier depositante podría hacer para evitar esta pérdida mutua.

## Implicaciones de política
En la práctica, los bancos a menudo enfrentan pánicos bancarios y solamente permiten unos pocos retiros, a esto se le llama suspensión de la convertibilidad. Si bien esto puede impedir que algunos depositantes que tienen una necesidad real de dinero en efectivo de la obtención de acceso a su dinero, sino que también evita la bancarrota inmediata, lo que permite al banco a esperar a que sus préstamos pendientes de amortización, por lo que no tiene suficientes recursos para pagar parte o la totalidad de los depósitos.
Sin embargo, Diamond y Dybvig sostienen que a menos que el importe total de las necesidades de gasto real por periodo se conoce con certeza, la suspensión de la convertibilidad no puede ser el mecanismo óptimo para prevenir corridas bancarias. En cambio, sostienen que una mejor manera de prevenir corridas bancarias es el seguro de depósitos respaldados por el gobierno o el banco central. Dicho seguro paga a los depositantes la totalidad o parte de sus pérdidas en el caso de una corrida bancaria. Si los depositantes saben que van a recuperar su dinero, incluso en caso de una corrida bancaria, no tienen ninguna razón para participar en una corrida bancaria.
Por lo tanto, suficiente seguro de depósitos puede eliminar la posibilidad de corridas bancarias. En principio, es el mantenimiento de un programa de seguro de depósitos poco probable que sea muy costoso para el gobierno: el tiempo que se evitan las corridas bancarias, nunca necesitará realmente seguro de depósito para ser pagado. Las corridas bancarias se convirtieron en mucho más rara en los EE.UU. después de la Federal Deposit Insurance Corporation fue fundada en las postrimerías de los pánicos bancarios de la Gran Depresión . Por otra parte, un esquema de seguro de depósitos es probable que conduzca a un riesgo moral : por proteger a los depositantes contra la quiebra de un banco, hace que los depositantes menos cuidado en elegir dónde depositar su dinero, por lo que da a los bancos menos incentivos para prestar atención.